# 스위스 연방 철도

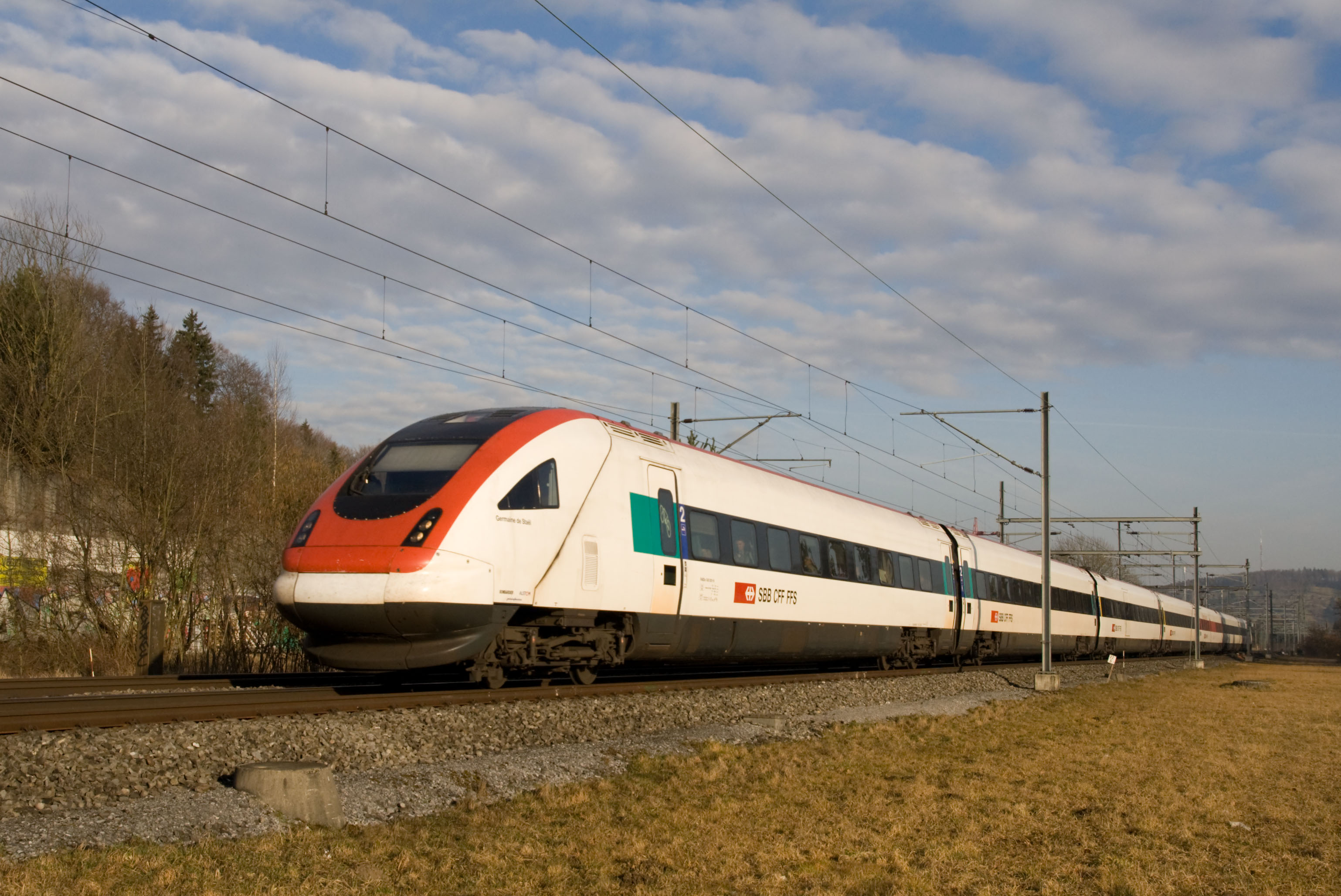
취리히 역에서 빈터투어 역으로 가는 스위스 연방 철도 소속의 열차

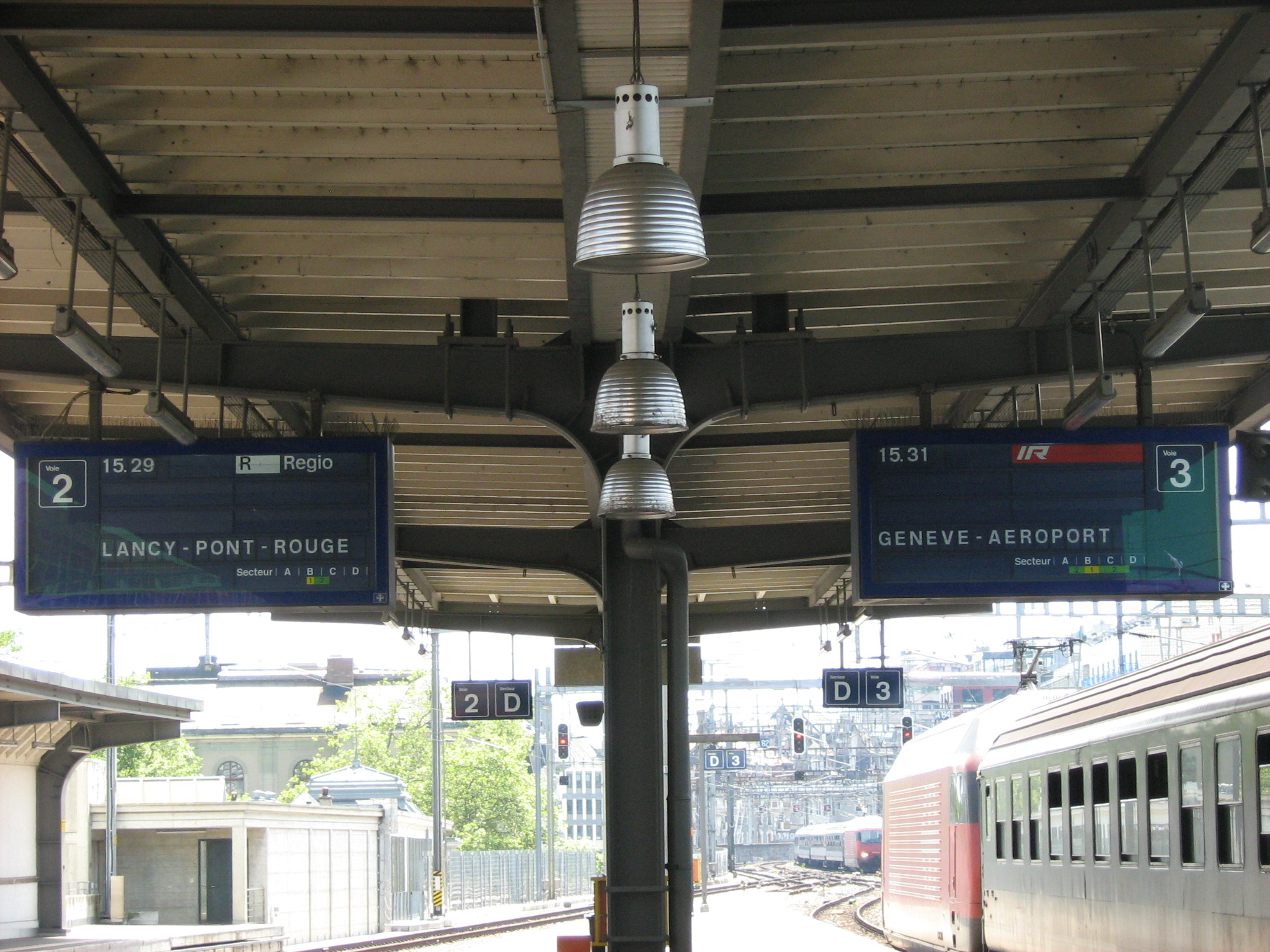
제네바에 위치한 스위스 연방 철도의 철도역

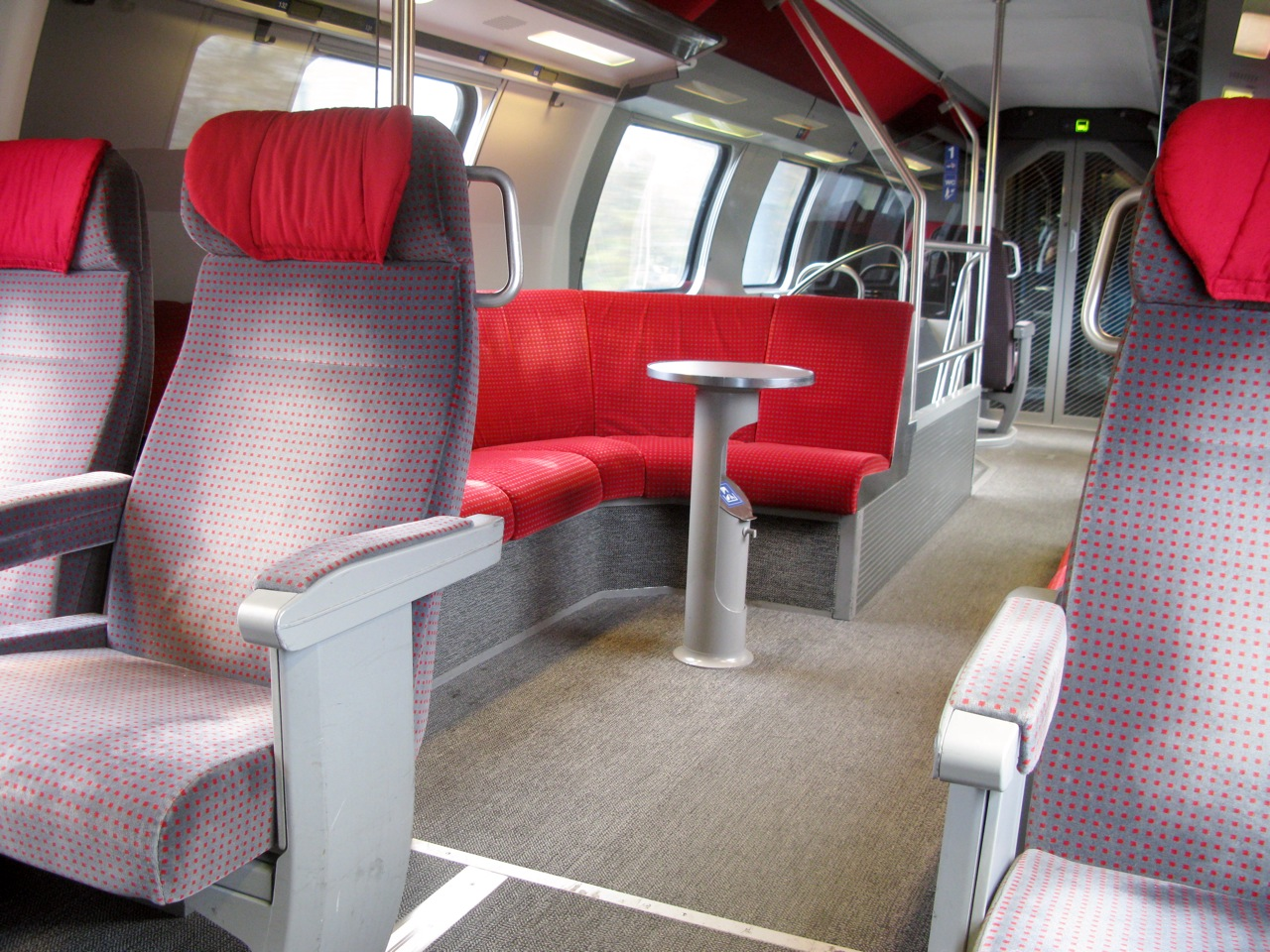
스위스 연방 철도의 열차 내부

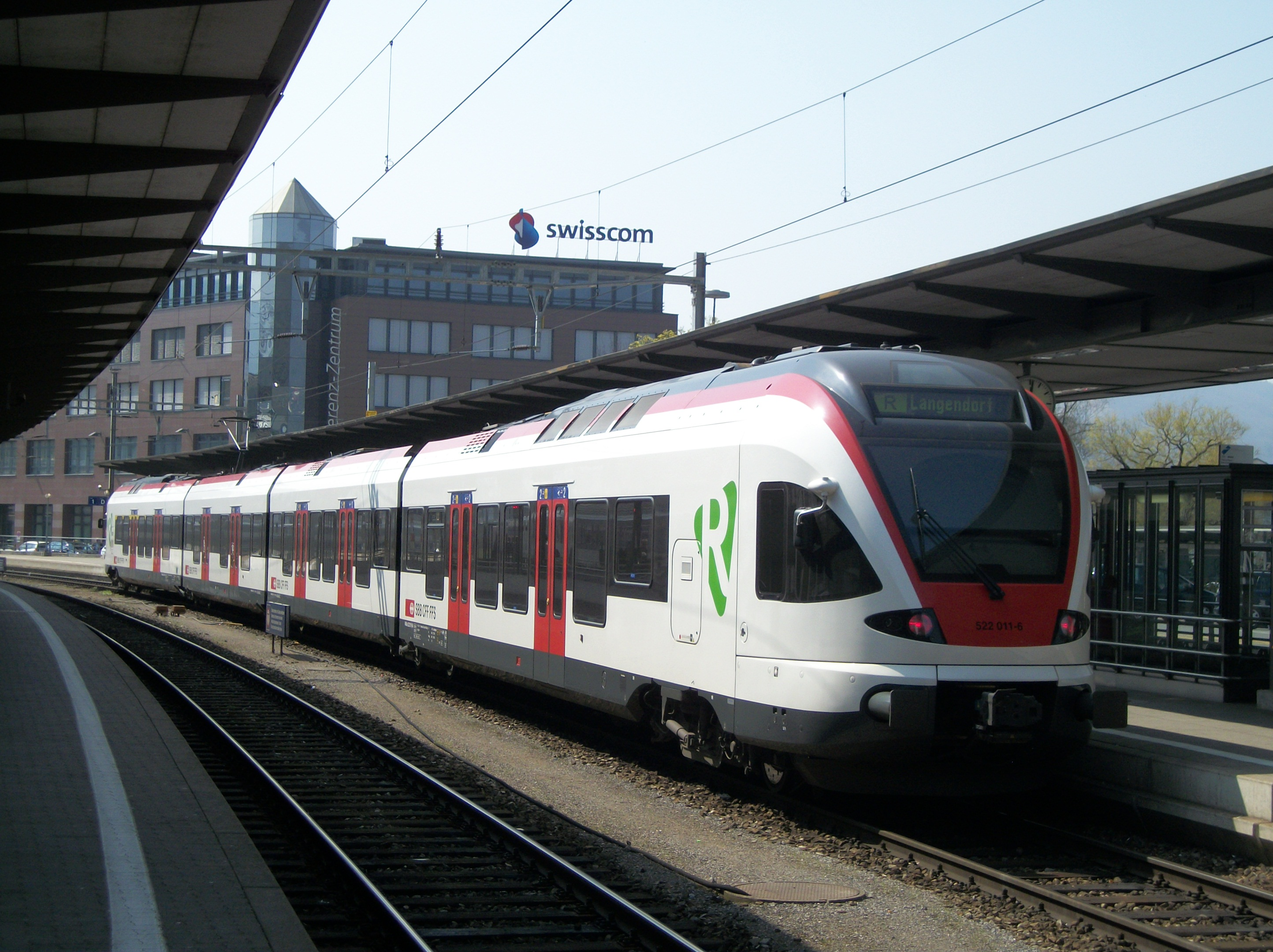
스위스 연방 철도의 열차

스위스 연방철도(독일어: Schweizerische Bundesbahnen, SBB), (프랑스어: Chemins de fer fédéraux suisses, CFF), (이탈리아어: Ferrovie federali svizzere, FFS) 또는 스위스 국철은 스위스의 국철이자, 철도 공기업이다. 유레일 패스를 사용할 수 있으며, 스위스 국내용인 스위스 패스도 사용할 수 있다. 스위스 연방철도의 본사는 스위스 베른에 있으며, 1902년에 만들어졌다.

## 상세
고속열차는 정각에, 일반열차는 30분에 출발하며, 반대 방향으로 가는 고속열차는 15분에, 일반열차는 45분에, 광역전철은 각 방향으로 매 10분마다 출발한다.
스위스는 프랑스, 독일 등 여러 국가와 국경을 맞대고 있어서 독일 철도나 프랑스 국유 철도 등 타국의 철도가 자주 들어온다. 따라서 국경역이 많이 존재하며, 국경역을 통과할때는 형식적인 검문 절차를 거치게 되어 있다.
또한, 바젤 바디셔역은 승강장과 대합실 일부가 독일 바덴-뷔르템베르크 영토로 간주되기 때문에 여객영업을 독일 철도가 진행한다.
역마다 깔린 시계의 디자인이 유명하다. 몬데인에서 생산하며, 애플이 iOS 6 시계 앱을 만들면서 스위스 연방 철도의 스위스 철도 시계 디자인을 표절한 것이 밝혀지자 스위스 연방 철도 측에서 반발하도 했다.
또한, 스위스 국내 여러 지역에서 광역 철도 급인 S-반/RER 노선 또한 스위스 연방 철도가 운영하고 있으며, 유레일 패스나 스위스 패스가 있는 고객은 호수를 가로질러서 운행하는 "페리도" 기차표로 교환해서 이용하여 탑승할 수 있으며, 또한 스위스 패스의 경우 스위스 각지 대중교통이나 산악철도 탑승시에 무료 혜택이나 할인 혜택을 받을 수도 있다.

## 역사
19세기에 모든 스위스 철도는 민간 기업이 소유했다. 이들 회사의 경제적, 정치적 이해관계로 인해 노선이 병렬로 건설되었고, 일부 회사는 결과적인 경쟁에서 파산했다. 1898년 2월 20일 스위스 국민은 국영 철도 회사 설립에 대한 국민투표에 동의했다.
그해 말, 연방의회는 연방 정부를 대신하여 열차를 운영하기 위해 스위스 중앙 철도(Schweizerische Centralbahn, SCB)의 구매를 승인했다. 스위스 연방의 계정으로 운행되는 최초의 열차는 1900년 새해 전야/1901년 새해 첫날 밤에 취리히에서 베른을 거쳐 제네바까지 운행되었으며, 베른에 도착하자마자 환영 인사를 받았다. SBB의 관리 위원회는 1901년 중반에 처음 구성되었으며, 1902년 1월 1일에 시스템에 스위스 북동부 철도(Schweizerische Nordostbahn, NOB)을 추가했다. 이 날짜는 현재 SBB의 ‘공식적인’ 생일이 되었다.
이후 다음 철도 회사가 국유화되었다.
- 스위스 중앙 철도 (SCB)
- 스위스 북동부 철도 (NOB)
- 아르가우 남부 철도 (ASB)
- 뵈츠베르크 철도(BöB)
- 토겐부르커 철도(TB)
- 유나이티드 스위스 철도(VSB)
- 퇴스탈반 (Tösstalbahn), 발트-뤼티 철도(WR)를 포함
- 볼렌 브렘가르텐 철도 (WB)
- 쥐라-심플론 철도(JS), 브뤼닉 철도(1903년 후반)를 포함

## 시계

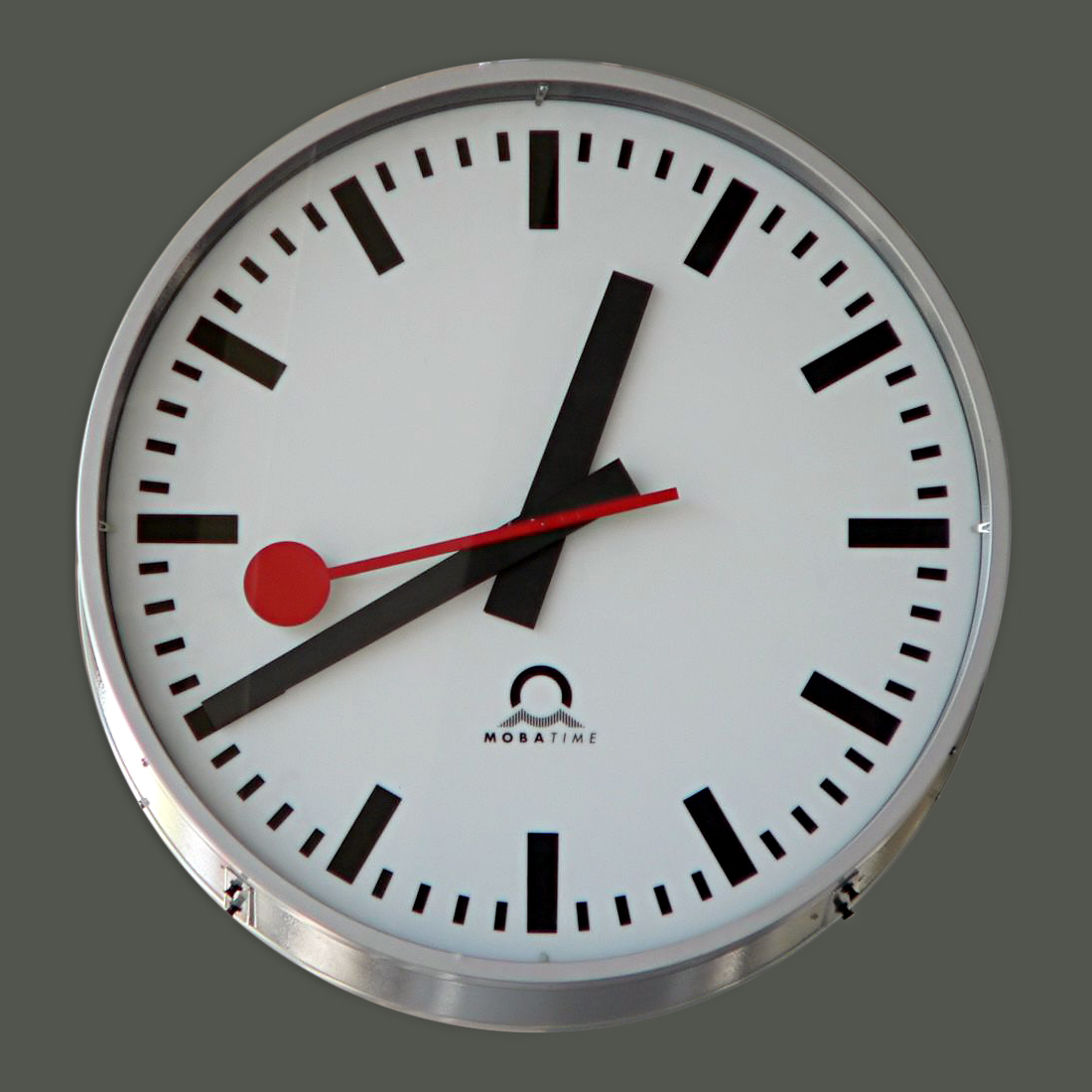
스위스 연방 철도 특유의 전자 시계

한스 힐피커가 디자인한 스위스 철도 시계는 국가적 아이콘이 되었다. 매 분이 끝날 때마다 1초 이상 멈추고 다시 작동하도록 설정하는 마스터 시계의 신호를 기다리며, 모든 스테이션 시계가 동기화된 상태를 유지한다는 점에서 특별하다.
이 시계의 기술은 철도 운영의 특정 요구 사항에 기인한다. 첫째, 철도 시간표에는 초가 나와 있지 않다. 스위스의 기차는 항상 정시에 출발한다. 둘째, 기차역의 모든 시계는 역 안팎에서 승객과 철도 직원 모두에게 신뢰할 수 있는 시간을 표시하기 위해 동시에 작동해야 한다.
스위스의 역 시계는 1분마다 중앙 마스터 시계에서 전기 충격을 받아 분침을 1분 앞당겨 동기화한다. 초침은 마스터 클럭과 독립적인 전기 모터에 의해 구동된다. 얼굴을 한 바퀴 도는 데 약 58.5초가 소요되며, 시계 상단에서 시계바늘이 잠시 멈춘다. 마스터 시계에서 다음 분 임펄스를 수신하는 즉시 새로운 회전을 시작한다. 이 무브먼트는 몬데인에서 만든 일부 라이선스 시계에서 모방했다.

## 언어
SBB는 독일어, 프랑스어와 이탈리아어의 세 가지 공식 언어를 사용한다. 스위스 그리종주의 로만슈어를 사용하는 지역은 대부분 래티셰 철도가 운행한다. 기차에는 “SBB CFF FFS”라는 브랜드가 있다.
역에는 해당 지역의 언어로만 이름이 지정되고 표지판이 붙어 있다. 이중 언어 도시의 역은 두 지역 언어(예: Biel/Bienne 및 Fribourg/Freiburg)로 이름이 지정되고, 표지판이 붙어 있다. 시간표는 시간표의 언어에 관계없이 이러한 공식 이름만 사용한다.
방송국의 안내방송은 일반적으로 현지 언어로 이루어진다. 단, 외국인이 자주 이용하는 역(공항, 관광지역)에서는 역내 안내방송도 영어로 한다. 온보드 환영 안내는 해당 열차가 운행하는 지역의 모든 공식 언어로 이루어지며 추가 영어는 IC 열차에서 제공된다. 그런 다음 미리 녹음된 해당 지역 언어로 정류장이 안내된다. 이중 언어 도시 역의 경우 정차 시 안내 언어가 변경된다. 기차가 이중 언어 도시인 빌/비엔을 경유하여 프랑스어권 지역에서 독일어권 지역으로 이동할 때, 안내방송은 비엔에 도착할 때까지 프랑스어로 진행되며, 비엘에서 출발하면 독일어로 전환된다. 큰 허브에 도착하면 기차 차장이 마이크를 잡고 기차가 운행하는 지역의 모든 공식 언어(및 영어 온보드 IC 기차)로 기차가 도착하는지, 기차가 정시에 도착하는지 여부와 다음 연결편을 역에서 알려준다.
예를 들어, 독일어를 사용하는 취리히의 주요 역은 독일어로만 Zürich HB(Zurich Hauptbahnhof의 약자)로 표시되어 있지만, 프랑스어 이름(Zurich gare centrale), 이탈리아어 이름(Zurigo stazione centrale) 및 영어명(Zurich Main Station)은 해당 언어로 된 웹사이트 및 공지사항에서 사용된다.

## 운행

### 열차 운행
SBB는 다음과 같은 서비스를 제공한다:
- R: 레기오 (Regio, 지역 열차): 모든 역에서 정차
- S: S-반 (통근 열차): 여러 노선이 있고 일반적으로 자주 운행하는 주요 집합체에서 빠른 대중교통 시스템으로 구성된다.
- RE: 레기오익스프레스(RegioExpress) : 지역 내에서 접근할 수 있는 지역 열차.
- IR: 인터레기오(InterRegio) : 스위스 대중교통의 주역이다. 예를 들어 제네바에서 제네바 호수를 따라 보주를 거쳐 발레주 끝의 브리크까지 2개 또는 3개의 주를 가로질러 도달한다.
- IC: 인터시티(InterCity) : 주요 도시( 제네바, 로잔, 프리부르 등)에서 정차한다. 2017-2018 시간표의 경우 SBB는 모든 IC 및 IR 라인에 번호를 부여했다.
- ICN: 인터시티 틸팅 트레인(InterCity Tilting Train) IC와 유사하지만, 표준/이층 열차 대신 틸팅 열차를 사용한다. ICN 지정은 2017년 12월 10일부로 중단되었으며, 이전 ICN 서비스는 이제 IC로 브랜드가 지정되지만, 여전히 틸팅 열차로 운행된다.
- EXT: 교통량이 매우 많을 것으로 예상되는 경우 전세 또는 특별 열차가 추가된다.

레기오 열차는 때때로 BLS AG에서 운영하는 베른 S-반 서비스와 같이 다른 스위스 철도 운영업체에서 운영한다.
SBB는 또한 스위스 내에서 국제 유로시티(EuroCity) 및 유로나이트(EuroNight) 열차를 운영하는 반면 도이치반(Deutsche Bahn)은 인터라켄, 베른, 바젤, 취리히 및 쿠어와 같은 스위스 도시에 서비스를 제공하는 국가 내에서 인터시티익스프레스(InterCityExpress) 서비스를 운영한다. TGV 리리아라는 이름으로 프랑스 철도 회사 SNCF는 스위스로의 연결되는 TGV를 운영한다. 프랑스 법률에 따라 설립된 회사인 리리아 SAS는 74%를 소유한 프랑스 국유 철도(SNCF)와 스위스 연방 철도의 자회사이다. 26%를 소유하고 있다. TGV 리리아는 제네바, 로잔, 바젤, 취리히, 베른 및 인터라켄을 포함한 여러 스위스 도시에 서비스를 제공한다. 또한 발레주의 브리크를 포함한 특정 위치에 서비스를 제공한다.특히 겨울철에는 스위스 남동부 알프스를 주로 방문하는 관광객들에게 연결을 제공한다. 이러한 연결은 TGV 리리아 데 네즈(TGV Lyria des Neiges)라는 이름으로 판매된다.

### 노선
2018년에 SBB는 연결을 쉽게하기 위해 모든 IC 및 IR 노선(예: 지하철 네트워크)에 번호를 부여했다. 노선은 다음과 같다.
- 인터시티:

| IC 1 | 제네바 공항 - 로잔 - 프리부르 - 베른 - 취리히 HB - 취리히 플루크하펜 - 빌 - 우츠빌 - 플라빌 - 고사우 SG - 장크트갈렌 |

| IC 2 | 취리히 HB - 추크 - 아트-골다우 | -            | 벨린초나 - 루가노 |
| IC 2 | 취리히 HB - 추크 - 아트-골다우 | - 플뤼엘렌 - | 벨린초나 - 루가노 |

| IC 3 | 바젤 SBB - | 취리히 HB | •                              |
| IC 3 | 바젤 SBB - | 취리히 HB | - 자르간스 - 란트콰르트 - 쿠어 |
| IC 3 | •          | 취리히 HB | - 자르간스 - 란트콰르트 - 쿠어 |

| IC 4 | 취리히 HB - 샤프하우젠 - 징엔 (Hohentwiel) | - 슈투트가르트 |
| IC 4 | 취리히 HB - 샤프하우젠 - 징엔 (Hohentwiel) | •              |

| IC 5 | 제네바 공항 - 제네바 - 모르주 - | 이베르동레뱅 - 뇌샤텔 - 빌/비엔 | -               | 졸로투른 | -          | 올텐 | - 아라우 - | 취리히 HB | •                                           |
| IC 5 | 로잔 -                          | 이베르동레뱅 - 뇌샤텔 - 빌/비엔 | - 그렌헨-쥐트 - | 졸로투른 | - 웬징엔 - | 올텐 | -          | 취리히 HB | - 취리히 플루크하펜 - 빈터투어 - 장크트갈렌 |

| IC 6 | 바젤 SBB - 올텐 - 베른 - 툰 - 슈피츠 - 피스프 - 브리크 |

| IC 8 | 브리크 - 피스프 - 슈피츠 - 툰 - 베른 - 취리히 HB - 취리히 플루크하펜 - 빈터투어 - 프라우엔펠트 - 바인펠덴 - 암리스빌 - 로만스호른 |

| IC 21 | 바젤 SBB - 올텐 - 루체른 - 아트-골다우 | -            | 벨린초나 - 루가노 |
| IC 21 | 바젤 SBB - 올텐 - 루체른 - 아트-골다우 | - 플뤼엘렌 - | 벨린초나 - 루가노 |

| IC 51 | 바젤 SBB - 라우펜 - 델레몽 - 무티에 - 그렌헨-노르드 - 빌/비엔 |

| IC 61 | 바젤 SBB | -          | 올텐 - 베른 - 툰 - 슈피츠 - 인터라켄 서 - 인터라켄 동 |
| IC 61 | 바젤 SBB | - 리스탈 - | 올텐 - 베른 - 툰 - 슈피츠 - 인터라켄 서 - 인터라켄 동 |

#### 인터레기오:
| IR 13 | 취리히 HB - 욀리콘 - 플루크하펜 - 빈터투어 - 빌 SG - 우츠빌 - 플라빌 - 고사우 SG - 장크트갈렌 - 로르샤흐 - 장크트마르그레텐 - 헤브루크 - 알트슈테텐 - 부히스 SG -자르간스 - 바트 라가츠 - 란트콰르트 - 쿠어 |

| IR 15 | 제네바 공항 - 제네바 - 니옹 - 모르주 - 로잔 - 팔레지유 - 로몽 - 프리부르 - 베른 - 초핑엔 - 주르제 - 루체른 |

| IR 16 | 베른 - 올텐 - 아라우 - 브루크 AG - 바덴 - 취리히 HB |

| IR 17 | 베른 - 부르크도르프 - Wynigen - Herzogen부히스ee - 랑엔탈 - 올텐 |

| IR 26 | 바젤 SBB - 올텐 - 루체른 - 아트-골다우 - 슈비츠 - 브루넨 - 플뤼엘렌 - 에르스트펠트 - 괴쉐넨 - 아이롤로 - Ambri-Piotta - 파이도 - 라보르고 - Bodio TI - 비아스카 - 카스티오네-알베도 - 벨린초나 - 카데나초 - 테네로 - 로카르노 |  |

| IR 27 | 바젤 SBB | -          | 리스탈 - 지샤흐 - 겔터킨덴 - 올텐 - 초핑엔 - 주르제 - 루체른 |
| IR 27 | 바젤 SBB | - 무텐츠 - | 리스탈 - 지샤흐 - 겔터킨덴 - 올텐 - 초핑엔 - 주르제 - 루체른 |

| IR 35 | 베른 - 부르크도르프 - 헤르초겐부히제 - 랑엔탈 - 올텐 - 취리히 알트슈테텐 - 취리히 HB |

| IR 36 | 바젤 SBB - 라인펠덴 | -                 | 프리크 - 브루크 AG - 바덴 | - 디에티콘 - 취리히 알트슈테텐 - | 취리히 HB | - 취리히 욀리콘 - 취리히 플루크하펜 |
| IR 36 | 바젤 SBB - 라인펠덴 | - 슈타인-제킹엔 - | 프리크 - 브루크 AG - 바덴 | -                                | 취리히 HB | •                                   |

| IR 37 | 바젤 SBB - 리스탈 - 지샤흐 - 아라우 - 렌츠부르크 - 취리히 HB | - 취리히 플루크하펜 - 빈터투어 - 빌 SG - 고사우 SG - 장크트갈렌 |
| IR 37 | 바젤 SBB - 리스탈 - 지샤흐 - 아라우 - 렌츠부르크 - 취리히 HB | •                                                               |

| IR 46 | 취리히 HB - 추크 - 아트-골다우 - 슈비츠 - 브루넨 - 플뤼엘렌 - 에르스트펠트 - 괴쉐넨 - 아이롤로 - Ambri-Piotta - 파이도 - 라보르고 - Bodio TI - 비아스카 - 카스티오네-알베도 - 벨린초나 - 카데나초 - 테네로 - 로카르노 |

| IR 65 | 베른 - 리스 - 빌/비엔 |

| IR 70 | 루체른 - 추크 - 탈빌 - 취리히 HB |

| IR 75 | 루체른 - 로트크로이츠 - 추크 - 바르 - 탈빌 - 취리히 HB - 취리히 플루크하펜 - 빈터투어 - 프라우엔펠트 - 바인펠덴 - 크로이츠링엔 - 콘스탄츠 |

| IR 90 | 제네바 공항 - 제네바 | - 니옹 - 모르주 - | 로잔 - 브베 - 몽트뢰 - 에이글 | -                 | 마르티니 - 시옹 - 시에르 | - 로이크- | 피스프 - 브리크 |
| IR 90 | 제네바 공항 - 제네바 | -                 | 로잔 - 브베 - 몽트뢰 - 에이글 | - 베 - 생모리스 - | 마르티니 - 시옹 - 시에르 | -         | 피스프 - 브리크 |

#### 레기오익스프레스:
| RE | 루체른 - 에멘브뤼케 - 로텐부르크 - 젬파흐-노이엔키르히 - 주르제 - 비니콘 - 네비콘 - 다크머젤렌- 라이덴 - 초핑엔 - 올텐 |

| RE | 로카르노 - 테네로 - 고어돌라 - Riazzino - 카데나초 - S. 안토니오 - 루가노 - 멘드리시오 - 키아소 | - 코모 S. 지오반니 - 알바테-카메르라타- 세레뇨 - 몬자 - 밀라노 |
| RE | 로카르노 - 테네로 - 고어돌라 - Riazzino - 카데나초 - S. 안토니오 - 루가노 - 멘드리시오 - 키아소 | •                                                              |

| RE | 아라우 - 렌츠부르크 - 취리히 HB |

| RE | 취리히 HB - 취리히 욀리콘 - 뷜라흐 - 샤프하우젠 |

| RE | 안마스 - 제네바-오비브 - 랑시-퐁루주 - 제네바 - 코페 - 니옹 - 글랑 - 롤르 - 알라망 - 모르주 - 르낭 VD - 로잔 - 브베 - 몽트뢰 - 빌뇌브 - 에이글 - 베 - 생모리스 |

## 같이 보기
- 포스트버스 스위스
- 스위스의 철도
- 고트하르트 베이스 터널
- 뢰치베르크 베이스 터널
- NRLA